# Gare de Skeiane
La gare de Sandnes , aussi appelée halte ferroviaire de Sandnes (par opposition à la gare de Sandnes sentrum) est une halte ferroviaire située dans la commune de Sandnes, comté du Rogaland.

## Situation ferroviaire
La gare se situe à 15,36 km de Stavanger et à 583,45 km d'Oslo. 

## Histoire
La gare de Sandnes a ouvert en 1955 et fut la gare principale de son ouverture à l'ouverture de la gare de Sandnes sentrum en 1992. Le bâtiment de la gare est devenu aujourd'hui une maison médicale. La gare fut rétrogradée au rang de halte ferroviaire en 1996,.

## Service des voyageurs

### Accueil
La gare est équipée d'un parking de 24 places, mais n'a ni salle d'attente, ni guichet ou automate. 

### Desserte
Sandnes est desservi par des trains locaux en direction d'Egersund et de Stavanger.

## Ligne de Jær
| Origine  | Arrêt précédent | Train | Train         | Train | Arrêt suivant   | Destination |
| -------- | --------------- | ----- | ------------- | ----- | --------------- | ----------- |
| Egersund | Ganddal         |       | [Non indiqué] |       | Sandnes sentrum | Stavanger   |